# Văscăuți
Văscăuți – miejscowość i gmina w Mołdawii, w rejonie Florești. W 2014 roku liczyła 990 mieszkańców.